# Trolejbusy w Mariańskich Łaźniach

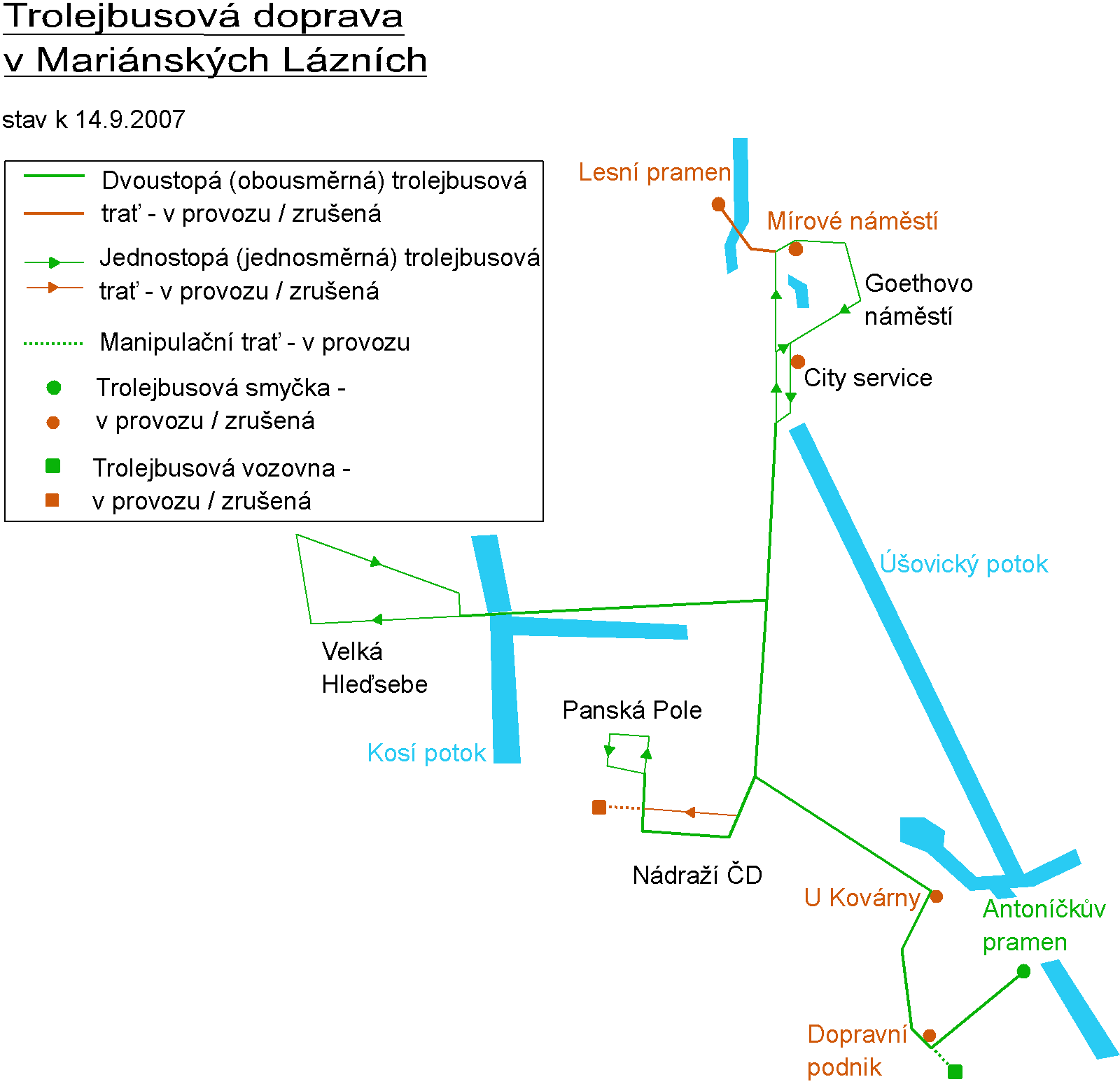
Scemat komunikacji trolejbusowej

Trolejbusy w Mariańskich Łaźniach − system komunikacji trolejbusowej działający w czeskim mieście Mariańskie Łaźnie.

## Historia
W Mariańskich Łaźniach istniejącą od 1902 linię tramwajową na początku lat 50. XX w. postanowiono zlikwidować i w jej miejsce uruchomić linię trolejbusową. Otwarcie linii trolejbusowej nastąpiło 27 kwietnia 1952 na trasie od dworca kolejowego do terenów uzdrowiskowych. Do obsługi linii zakupiono 5 trolejbusów Škoda 7Tr. Jako zajezdnię trolejbusową wykorzystywano byłą zajezdnię tramwajową. W 1953 otwarto krótkie przedłużenie do Lesnímu pramenu. W latach 50. XX w. do miasta dostarczono 5 trolejbusów Škoda 8Tr. Rozrastająca się sieć trolejbusowa i w związku z tym rosnąca liczba trolejbusów wymusiła budowę nowej zajezdni w Úšovice. Linię do tej części miasta budowano w dwóch etapach. Pierwszy odcinek otwarto w 1960, a drugi razem z zajezdnią w 1962. Od 1962 do miasta zaczęto dostarczać nowe trolejbusy Škoda 9Tr, które zstępowały starsze trolejbusy Škoda 7Tr. W 1973 otwarto linię od zajezdni Úšovice do Antoníčkovu Pramenu. Rok później do miasta dostarczono prototypowe egzemplarze trolejbusów Škoda 14Tr. Latem 1979 zawieszono kursowanie trolejbusów do Lesnímu prameni. W 1980 przedłużono trasę od dworca kolejowego do Panská Pole. W 1982 rozpoczęto linię autobusową do Velké Hleďsebe zastępować linią trolejbusową. Inwestycję tą zakończono w 1984 uruchamiając do tej końcówki linię nr 6. Wkrótce ponownie wznowiono ruch trolejbusów do Lesnímu prameni. W 1998 w mieście było tylko 9 trolejbusów, które obsługiwały 5 linii.
System wiele razy próbowano likwidować (ostatni raz w 2017), jednak nieustannie rezygnowano z tego.

## Linie
Obecnie w Mariańskich Łaźniach istnieją 4 linie trolejbusowe:
| Numer linii | Trasa |
| ----------- | --- |
| 3           | Antoníčkův pramen - Dopravní podnik - Sídliště - Kovárna - Lékárna - Úšovická - Chebská křiž.- Knihovna - Pošta - Centrum - Městský úřad - Mírové nám. - Kolonáda - Goethovo nám. - City service - Cristal - Slovan - Chebská křiž. - Úšovická - Lékárna - Kovárna - Škola - Sídliště - Dopravní podnik - Antoníčkův pramen (tylko w dni robocze)                                                                     |
| 5           | Panská Pole - Nádraží - Klas - Úšovická - Chebská křiž. - Knihovna - Pošta - Centrum - Městský úřad - Mírové nám. - Kolonáda - Goethovo nám. - City service - Cristal - Slovan - Chebská křiž. - Úšovická - Klas - Nádraží - Husova - Panská Pole (tylko w dni robocze) |
| 6           | City service - Cristal - Slovan - Chebská ( - Kaufland) - Velká Hleďsebe, prádelna - Velká Hleďsebe, Na Růžku - Klimentov - Klimentov, sídliště - Velká Hleďsebe, prádelna ( - Kaufland) - Chebská - Knihovna - Pošta - 'Centrum (tylko w dni robocze) |
| 7           | Antoníčkův pramen - Dopravní podnik - Sídliště - Kovárna - Lékárna - Klas - Nádraží - Husova - Třešňovka ( - Kaufland) - Chebská - Knihovna - Pošta - Centrum - Městský úřad - Mírové nám. - Kolonáda - Goethovo nám. ( - Koliba) - City service - Cristal - Slovan - Chebská - ( - Kaufland) - Třešňovka - Panská pole - Nádraží - Klas - Lékárna - Kovárna - Škola - Sídliště - Dopravní podnik - Antoníčkův pramen |

## Tabor
Obecnie w mieście eksploatowanych jest 8 trolejbusów typu Škoda 30Tr, które dostarczono do miasta w 2020 roku. Wcześniej obsługiwał również pojazdy Škoda 24Tr Irisbus, które zostały sprzedane min. do Lwowa.